# Slang (음반)
| 전문가 평가          | 전문가 평가  |
| 평가 점수            | 평가 점수    |
| 출처                 | 점수         |
| -------------------- | ------------ |
| AllMusic             | 3/별         |
| Chicago Sun-Times    | [ 3 ]        |
| The Cincinnati Post  | (D+)         |
| Entertainment Weekly | (B+) link    |
| Sputnik Music        | link         |
| Rolling Stone        | (mixed) link |
| Q                    | [ 5 ]        |

《Slang》은 1996년 5월 14일에 발매된 영국의 록 밴드 데프 레퍼드의 여섯 번째 스튜디오 음반이다. 이 음반은 피트 우드로프와 함께 밴드에 의해 프로듀싱되었으며 로버트 존 "머트" 랭의 참여 없이 1980년 이후 첫 음반이었다. 《Slang》은 새로운 기타리스트 비비언 캠벨이 참여한 첫 번째 음반이다(캠벨은 이전에 1993년에 B-사이드 컬렉션 《Retro Active》에서 연주했고 1년 전에는 《Vault: Def Leppard Greatest Hits (1980–1995)》에서 신곡에서 연주했다). 빌보드 200에서는 14위, 영국 음반 차트에서는 5위를 기록했다. 이 음반은 또한 모든 싱글이 여전히 클래식 로고를 가지고 있지만, 음반 커버에 인식할 수 있는 글꼴 로고가 없는 유일한 데프 레퍼드 음반이다.

## 배경
《Retro Active》와 《Slang》의 발매 사이에 데프 레퍼드는 기타리스트 필 콜린이 여배우 재클린 콜린과 이혼하고 베이시스트 릭 새비지가 벨 마비와 싸우고 아버지가 사망하는 등의 고난을 겪었고 드러머 릭 앨런과 리드 싱어 조 엘리엇이 각각 배우자 학대와 폭행으로 체포되었다. 밴드는 《Adrenalize》가 녹음된 시기가 더 어두울 때라고 말하지만, 머트 랭(1980년 이후 처음으로 데프 레퍼드 음반에 수록)의 부재는 밴드가 그들이 진정으로 느끼고 있는 것을 보여주는 것을 가능하게 했다. 엘리엇은 "머트와 함께 한 시기가 있었는데, 당신이 약간 부정적인 것을 가지고 나온다면, '빌어먹을!'이었는데 사라졌어!"라고 말했다. 콜린은 이어 "우리는 모두 《Slang》의 녹음 중에 일어난 개인적인 일들을 가지고 있으며, 우리는 방금 쟁취했고 그것들 중 일부가 녹음에 나왔다"고 말했다.
랭의 조력 없이 밴드는 스페인 마르베야의 타운하우스에서 함께 녹음함으로써 또 다른 습관을 바꾸었다. 《Slang》은 앨런이 반음향 드럼 키트로 복귀함에 따라 더 유기적인 사운드를 선호하는 제작을 덜 특징으로 할 것이다. "우리는 예전 방식을 녹음하는 것에 너무 질렸고, 우리는 더 이상 그것을 하고 싶지 않았고, 우리는 음악이 좀 더 개인화되고 개인의 성격이 나오게 하고 싶었습니다"라고 새비지는 설명했다.

## 곡 목록
| #   | 제목                                | 작사·작곡                                  | 재생 시간 |
| --- | ----------------------------------- | ------------------------------------------ | --------- |
| 1.  | 〈Truth?〉                          | 비비언 캠벨, 필 콜린, 조 엘리엇, 릭 새비지 | 3:00      |
| 2.  | 〈Turn to Dust〉                    | 콜린                                       | 4:21      |
| 3.  | 〈Slang〉                           | 콜린, 엘리엇                               | 2:37      |
| 4.  | 〈All I Want Is Everything〉        | 엘리엇                                     | 5:20      |
| 5.  | 〈Work It Out〉                     | 캠벨                                       | 4:49      |
| 6.  | 〈Breathe a Sigh〉                  | 콜린                                       | 4:06      |
| 7.  | 〈Deliver Me〉                      | 콜린, 엘리엇                               | 3:04      |
| 8.  | 〈Gift of Flesh〉                   | 콜린                                       | 3:48      |
| 9.  | 〈Blood Runs Cold〉                 | 콜린, 엘리엇                               | 4:26      |
| 10. | 〈Where Does Love Go When It Dies〉 | 콜린, 엘리엇                               | 4:04      |
| 11. | 〈Pearl of Euphoria〉               | 콜린, 엘리엇, 새비지                       | 6:21      |

## 인증
| 국가                       | 인증     | 판매량/출하량 |
| -------------------------- | -------- | ------------- |
| 캐나다 (뮤직 캐나다)       | 플래티넘 | 100,000^      |
| 영국 (BPI)                 | 골드     | 100,000^      |
| 미국 (RIAA)                | 골드     | 500,000^      |
| ^출하량을 기반으로 한 인증 |          |               |